# Urocoma limbalis
Urocoma limbalis är en fjärilsart som beskrevs av Herrich-Schäffer 1855. Urocoma limbalis ingår i släktet Urocoma och familjen tofsspinnare. Inga underarter finns listade i Catalogue of Life.

## Bildgalleri

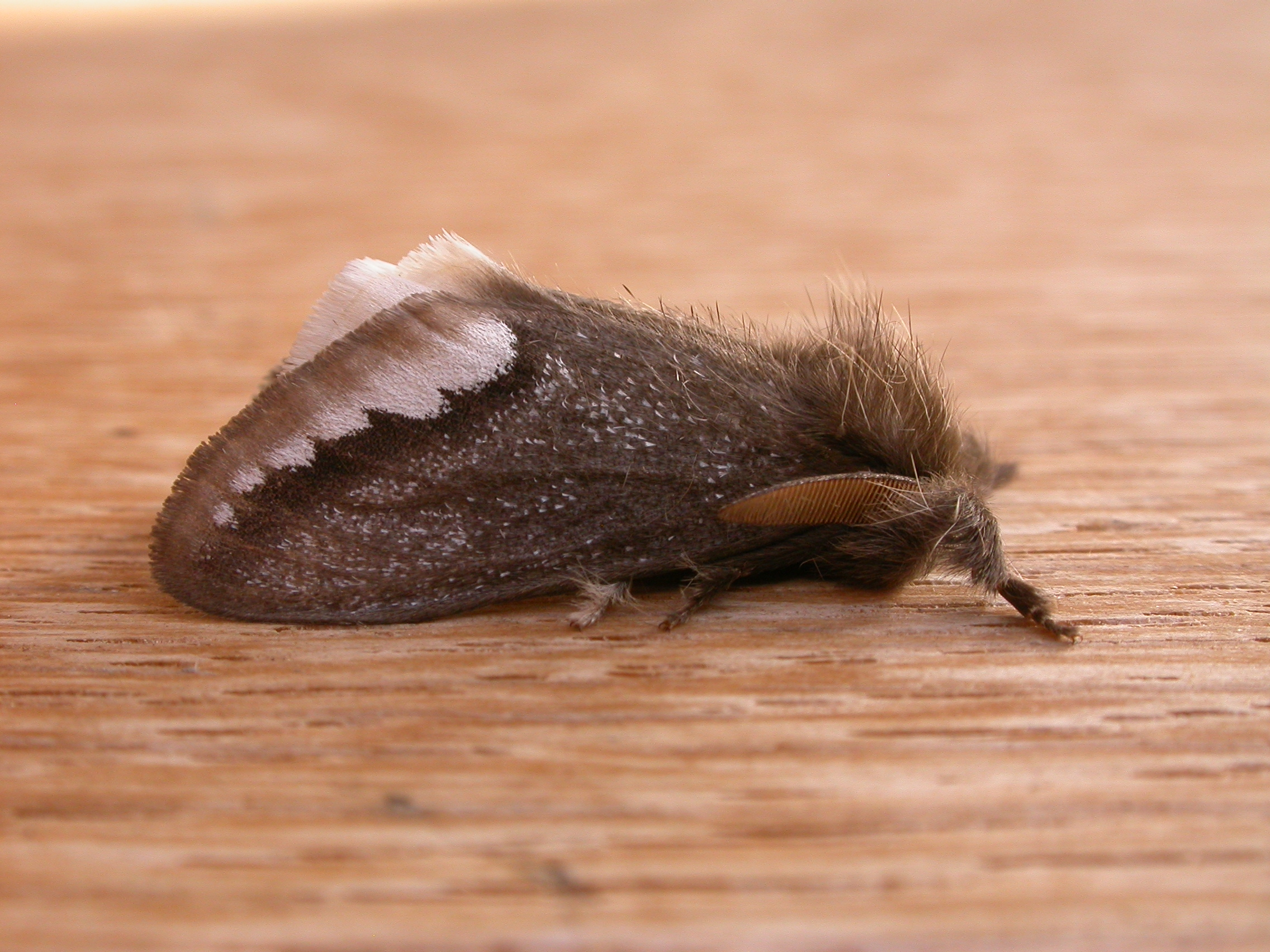
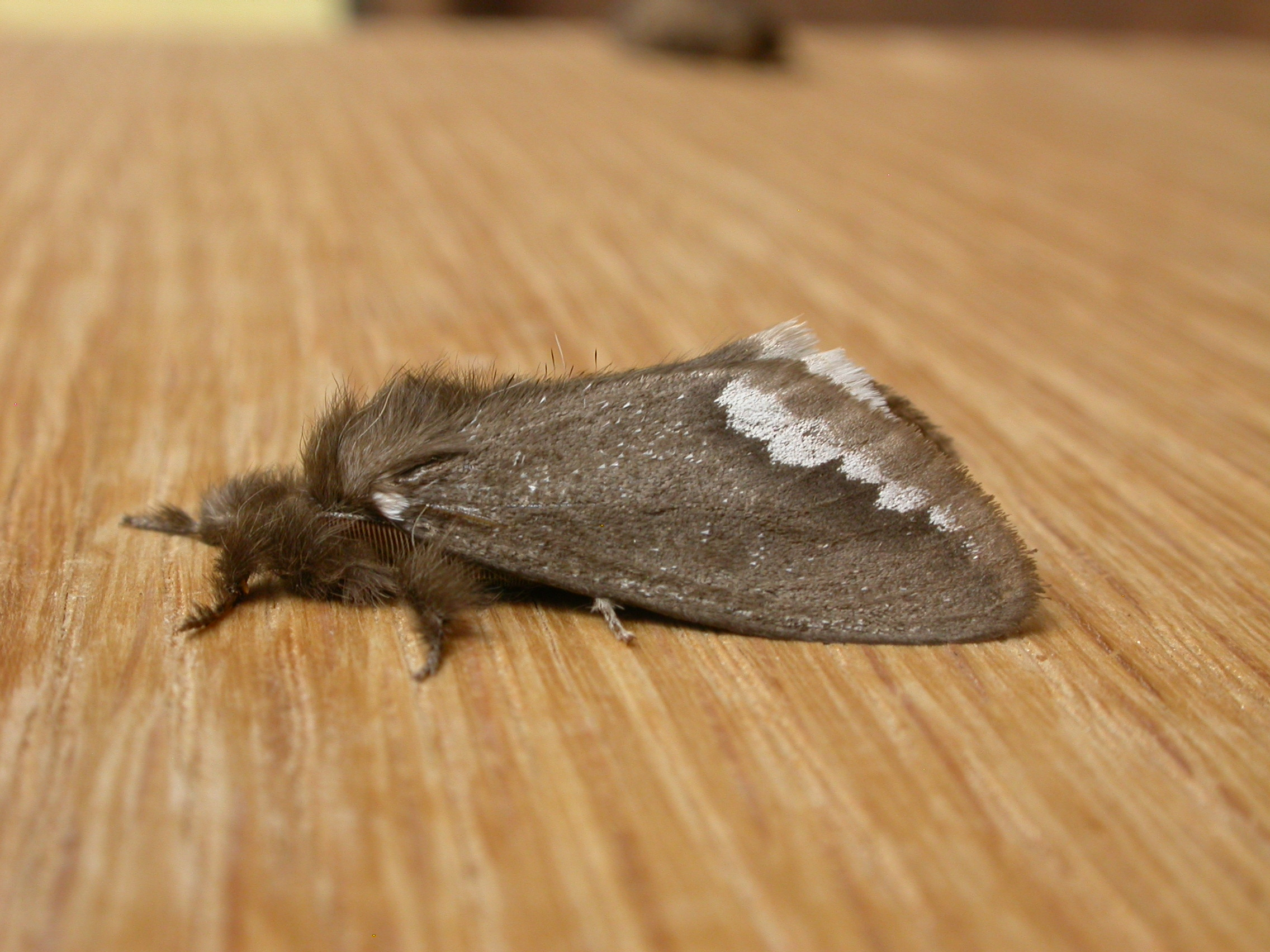
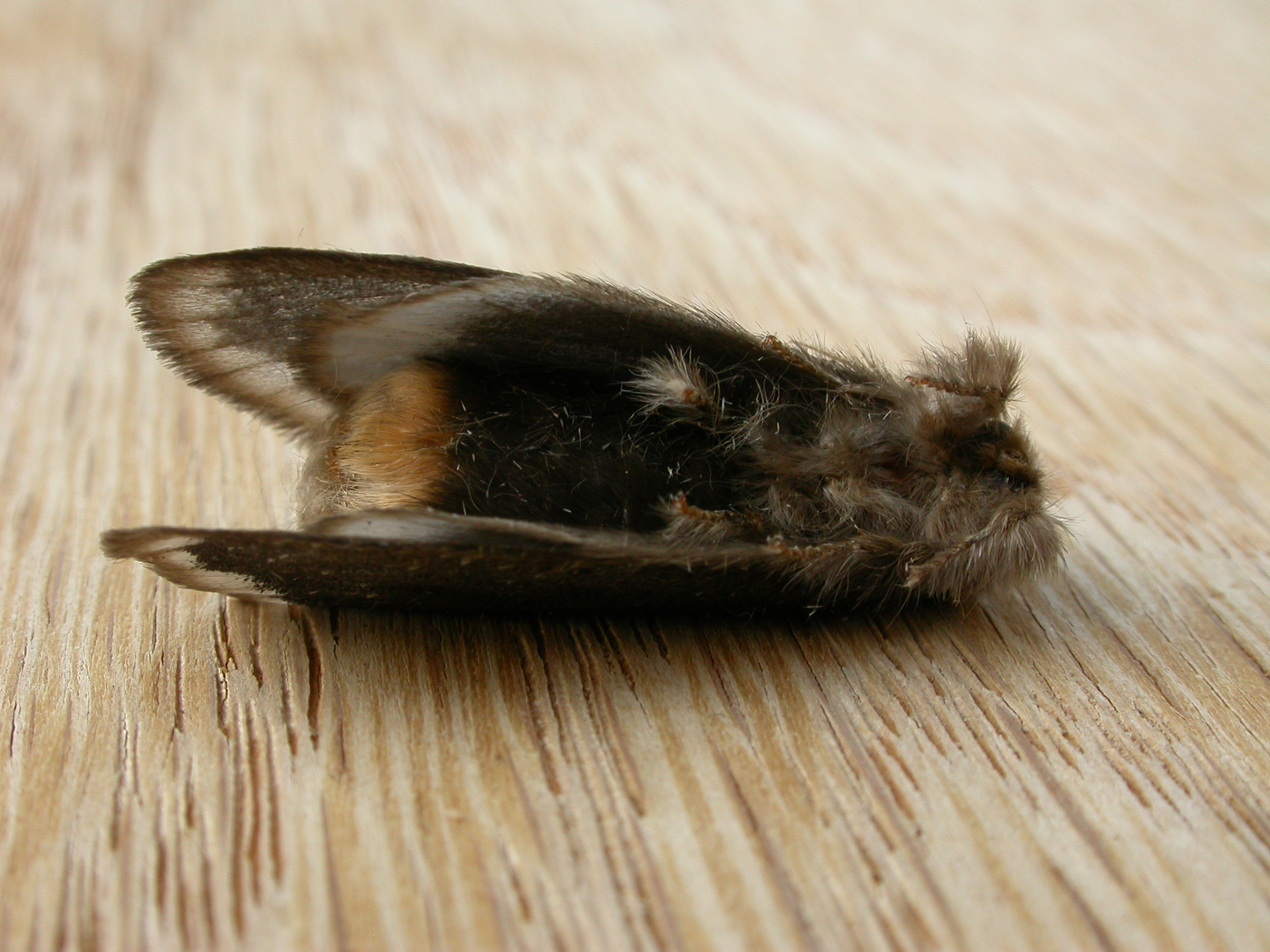